# Allochiria
Allochiria es una banda griega de heavy metal formada en 2008 en Atenas.
El estilo musical de la banda es post-sludge y metal progresivo y combina riffs pesados, elementos del post-black y una dinámica subversiva.
Tomaron su nombre del trastorno neurológico aloquiria (en griego: αλλοχειρία).

## Historia
En 2010 se lanzó el EP "Allochiria". Éste fue grabado en In The Core Media Studio y contenía 3 composiciones.
En 2014 lanzaron su primer álbum "Omonoia", grabado en Universe Studios y contenía 7 composiciones.
En 2017 lanzaron su segundo álbum "Throes", a través del sello Art of Propaganda y contenía 7 composiciones. Fue grabado en Illusion Studios y Universe Studios.

## Conciertos en vivo
Han compartido el escenario con bandas como: Deafheaven, Year of No Light, Altar of Plagues, Harakiri for the Sky, Toundra, Minsk y otros. En agosto de 2014 tocaron en Rockstadt Extreme Fest (Rassov, Rumania) y en marzo de 2015 hicieron su primera gira europea. En octubre de 2017 tocaron en el Desertfest Athens Festival Volume II y en mayo de 2018 hicieron su segunda gira europea. En agosto de 2018 aparecieron por segunda vez en el Rockstadt Extreme Fest.

## Miembros
- Irene - voz
- John - guitarra
- Stef - batería
- Steve - guitarra
- Ted - bajo

| Título        | Año  | compañía discográfica    | Tipo            |
| ------------- | ---- | ------------------------ | --------------- |
| Allochiria EP | 2010 | producción independiente | digital, cdr    |
| Omonoia       | 2014 | producción independiente | CD, digital     |
| Throes        | 2017 | Art Of Propaganda        | LP, CD, digital |
| Commotion     | 2023 | Venerate Industries      | LP, CD, digital |